# Иваново (Рузский городской округ)
Иваново — деревня в Рузском районе Московской области, входит в состав сельского поселения Ивановское. Население 19 человек на 2006 год, в деревне числится 1 садовое товарищество. До 2006 года Иваново было центром Ивановского сельского округа.
Деревня расположена на северо-западе района, примерно в 10 километрах к северу от Рузы, на левом берегу реки Хлынья, высота центра над уровнем моря 204 м. Ближайшие населённые пункты — Пахомьево на другом берегу реки и Рупасово — в 0,5 км на северо-запад.